# Joseph-Ferdinand Lancrenon
Pour les articles homonymes, voir Lancrenon.
Joseph-Ferdinand Lancrenon né à Lods (Doubs) le 16 mars 1794 et mort dans la même ville le 4 août 1874 est un peintre romantique français.

## Biographie

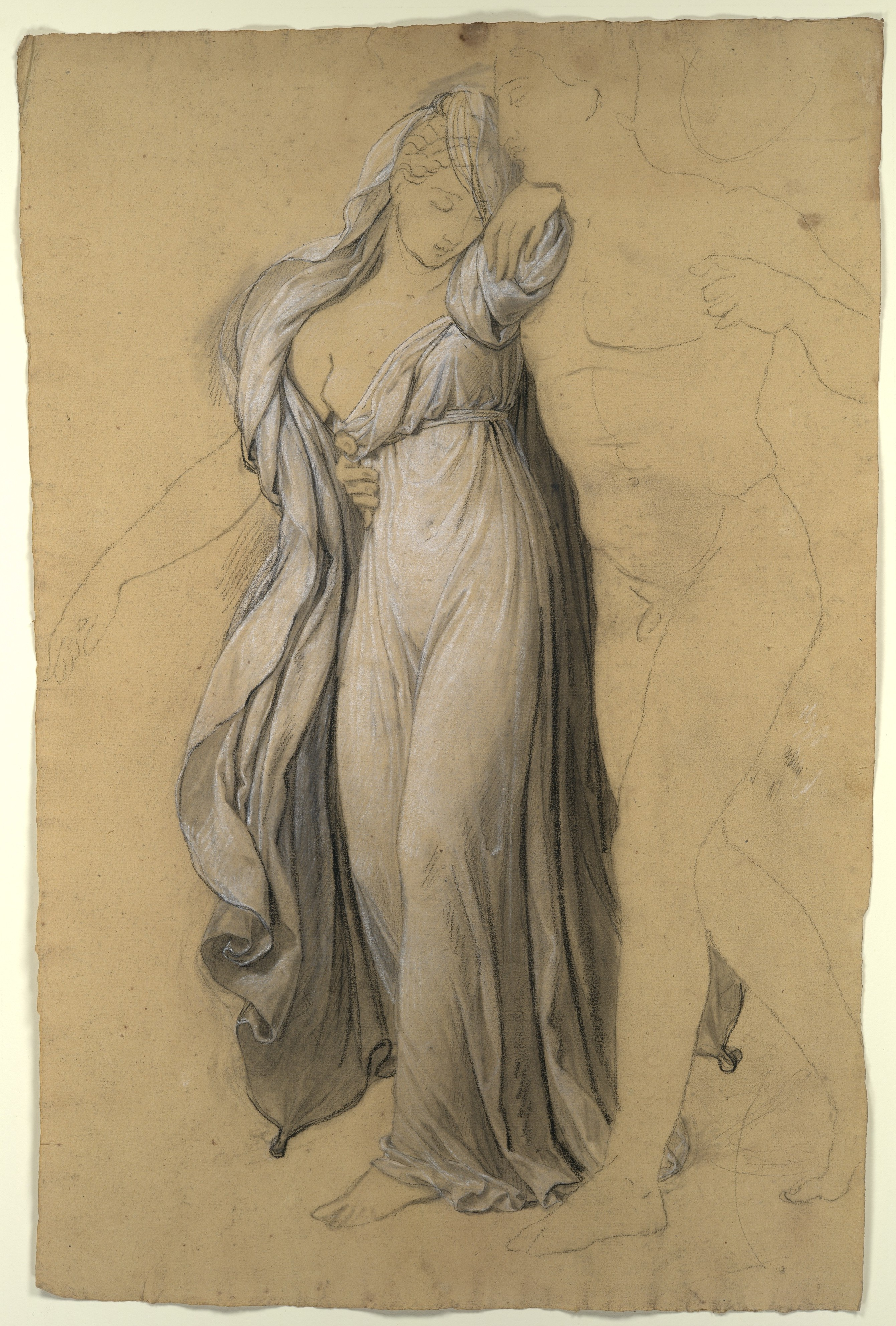
Étude de draperie pour Castor et Pollux libérant Hélène (1817), New York, Metropolitan Museum of Art.

Fils d'un vigneron, élève puis collaborateur d'Anne-Louis Girodet, Joseph-Ferdinand Lancrenon poursuit la verve romantique jusque tard dans le XIXe siècle. Il se caractérise par une œuvre à thèmes mythologiques ou historiques. Il réalise quelques tableaux religieux de grand format pour des églises de Besançon. Il excelle dans la peinture de nus et de draperies à l'antique.
Il tente plusieurs fois, sans succès, de remporter le grand prix de Rome, mais obtient le second prix, en 1816, avec une peinture à sujet mythologique : Anéone refusant de secourir Paris au siège de Troie.
Entre 1819 et 1845, il expose au Salon ses peintures académiques et religieuses, ainsi que des portraits et des scènes de genre. Il fait partie des 48 artistes félicités par Charles X au Salon de 1824.
Lancrenon dirige le musée des Beaux-Arts et d'Archéologie de Besançon à partir de 1834 et l'école de peinture et de sculpture de cette ville de 1840 à 1872. Il participe aux chantiers de grands décors royaux, dont ceux du Conseil d'État au palais du Louvre à Paris.
Il est membre de l'Académie des beaux-arts, de l'Académie des sciences, belles-lettres et arts de Besançon et de Franche-Comté, de la Société d'émulation du Doubs, de la Société d'émulation du Jura.

## Distinctions
- Chevalier de la Légion d'honneur (1860).

## Œuvres
| Tableau | Titre                                                                 | Date      | Dimensions   | Notes                                                                                      | Lieu de conservation                                                            |
| ------- | --------------------------------------------------------------------- | --------- | ------------ | ------------------------------------------------------------------------------------------ | ------------------------------------------------------------------------------- |
|         |                                                                       |           |              |                                                                                            |                                                                                 |
|         | Orphée devant Pluton (esquisse)                                       | vers 1810 |              |                                                                                            | Montargis, musée Girodet                                                        |
|         | Ulysse et Télémaque massacrent les prétendants de Pénélope            | 1812      |              |                                                                                            | Localisation inconnue                                                           |
|         | La Mort de Jacob                                                      | 1813      |              |                                                                                            | Localisation inconnue                                                           |
|         | Diagoras porté en triomphe par ses fils                               | 1814      |              |                                                                                            | Localisation inconnue                                                           |
|         | Œnone refuse de secourir Pâris au siège de Troie                      | 1816      |              |                                                                                            | Localisation inconnue                                                           |
|         | Le Christ en croix                                                    | 1816      | 213 × 145 cm | Provient du tribunal de Rambouillet                                                        | Rambouillet, église Saint-Lubin-et-Saint-Jean-Baptiste                          |
|         | L'Admiration                                                          | 1817      | 45 × 32 cm   |                                                                                            | Paris, École nationale supérieure des beaux-arts                                |
|         | Hélène délivrée par Castor et Pollux                                  | 1817      |              |                                                                                            | Localisation inconnue                                                           |
|         | Philémon et Baucis recevant Jupiter et Mercure                        | 1818      | 145 × 112 cm |                                                                                            | Localisation inconnue                                                           |
|         | Tobie rendant la vue à son père                                       | 1819      | 150 × 192 cm |                                                                                            | Besançon, musée des beaux-arts et d'archéologie                                 |
|         | Borée et Orythie                                                      | 1822      | 300 × 238 cm |                                                                                            | Montargis, musée Girodet                                                        |
|         | La Fleuve Scamandre et la jeune Callirhoé                             |           | 24 × 20,8 cm |                                                                                            | Dijon, musée Magnin                                                             |
|         | Le Fleuve Scamandre                                                   | 1824      | 256 × 196 cm |                                                                                            | Amiens, musée de Picardie                                                       |
|         | L'Apothéose de sainte Geneviève                                       | vers 1827 | 32,5 × 25 cm | Esquisse                                                                                   | Paris, Petit Palais                                                             |
|         | La Paix faisant régner la Justice et versant l'Abondance sur la Terre | vers 1827 | 334 × 250 cm | Peint pour le mur ouest de la salle des conférences du Conseil d'État au palais du Louvre. | Localisation inconnue (autrefois à Vincennes, Service historique de la Défense) |
|         | Le Génie de la Paix                                                   | vers 1827 |              |                                                                                            | Rochefort, musée Hèbre de Saint-Clément                                         |
|         | L'Apothéose de Sainte Geneviève                                       | 1828      | 72 × 53 cm   | Réduction (attribution)                                                                    | Collection particulière[réf. nécessaire]                                        |
|         | Portrait de femme à la fourrure                                       | 1829      | 71 × 59,5 cm | Attribution                                                                                | Collection particulière[réf. nécessaire]                                        |
|         | Alphée et Aréthuse                                                    | 1830      | 250 × 200 cm |                                                                                            | Localisation inconnue (autrefois à Amiens, musée de Picardie)                   |
|         | Portrait de jeune fille au bonnet ruché                               | 1839      | 62 × 72 cm   |                                                                                            | Besançon, grand séminaire                                                       |
|         | Portrait de J.J. Bugnet                                               |           | 73 × 60,2 cm |                                                                                            | Dole, musée des beaux-arts                                                      |
|         | La Vierge à la fontaine                                               |           | 158 × 245 cm |                                                                                            | Besançon, grand séminaire                                                       |

## Élèves
- Alexandre Rapin (1839-1889)